# عذار بن باوي
عذار بن باوي التغلبي هو الابن الوحيد للامير باوي التغلبي المعروف بكليب الأصغر، ومن أبطال المسلمين في الجزيرة العربية الذي حكم قبائل ربيعة العدنانية بعد ابيه باوي، وبعهده تطور الشعر العربي إلى اسمى مراتب الفن والشعر العفيف. [بحاجة لمصدر]
| القبائل = من نسبه 
| الفريجات = السراي = البودراج = عنزة

## نسبه
هو: عذار بن كليب الأصغر بن النظام بن الشوك بن مالك ربيعة بن الأوس بن تغلب بن مالك بن الجرو (الهجرس) بن كليب بن ربيعة بن الحارث بن زهير بن جشم بن بكر بن حبيب بن عمرو بن غنم بن تغلب بن وائل بن قاسط بن هنب بن أفصى بن دعمي بن جديلة بن أسد بن ربيعة بن نزار بن معد بن عدنان.

## صفاته
كان عذار من اشجع وابلغ فرسان العرب وكان قوي البنية عريض المنكبين ذو نضر ثاقب عذب الشعر. [بحاجة لمصدر]

## ملك العرب
ورث الملك عن ابيه باوي وعن جده كليب في قيادة ال نزار بن معد بن عدنان وكانت اغلب القبائل العدنانية تحت حكمه من مضر وربيعة وحكمه في نجد استمر رغم دخول الاسلام. [بحاجة لمصدر]

## نشأته
ترعرع في بيئة بدوية مسلمة عند ابيه باوي المسمى عند الاسلام حرب البَأْوُ:ومعناه الكِبْرُ والفخر. يقال: بَأَوْتُ على القوم أَبْأَى بَأْواً. قال حاتم:
```
[
بحاجة لمصدر
]
```

## المديح والهجاء
رُوي ان أعرابياً بالجزيرة العربية حل في ديار تغلب وسئل فتى ممن القوم , فقال الفتى ياشيخ انا من قوم إذا عشقوا ماتوا قال الاعرابي اوضح قال الفتى انا ابن من على العرب سادوا فقال الاعرابي اوضح يافتى فقال:
انا عذار بن كليب الاصغر بن الشواك بن النظام بن مالك بن ربيعة بن الأوس بن تغلب بن مالك بن الهجرس ( الجرو ) بن وائل (كليب) بن ربيعة فقال الاعرابي فانت اذا فارس تغلب الذي يعذري الشعر قال نعم.
قليلة هي الاخبار عن ذراري كليب في صدر الاسلام ونادرا ما تُدون معلومة لكي تكُتب لان زمانهم حينه كان مشغول بالدولة الاسلامية وتقلباتها ولهذا ابتعد الكثير من الكتاب عن كتابة اي تاريخ أو كنبوا ولكن غزو التتار واحراقهم لمكاتب بغداد ضيع علينا الكثير من التاريخ ففي بعض الاخبار عن ان كليب الاصغر ابن الشواك في أيام صباه كان يكنى أبا عذار قبل ان يولد له ولد لانه كانت فيه خصلة كثرة الشعر الذي تسبل من اطراف اذناه على وجه ويلتصق بلحيته وهذا ماتمسيه العرب بعذار وبعد ان شاب وكبر انجب ولدا أكبر واسماه عذار تيمنا بتلك الخصلة التي اطلقها عليه العرب ولكن ان الوليد القادم جمع الاسم وجمع الخصلة معا لان عذار تربى باحضان والده كليب الاصغر وهو من نعومة اضفاره كان يجيد شعر الشعر الخالي من الفاحشة ففي عهد اجداده دأبت ربيعة انها انجبت في العصر الجاهلي شعراء وملولك وفرسان وكان اغلب الشعراء في العصر الجاهلي ومنهم الزير المهلهل يجيدون الشعر الحسي أو الصريح فهو التعبير عن محاسن المحبوبة، ، و غير ذلك وكان الزير يهلهل الشعر . هذا قبل قتل كليب اما عذار فقد ولد في ظل الدولة الاسلامية التي صهرت الكثير من العادات الجاهلية وهو من بيت رئاسة وزعامة واماره ومن نسل شعراء ولكنه تبنى نمط اخر من الشعر وهو الشعر العذري ومن ملامح الشعر العذري أنه يمتاز بالطهر و العفة والبعد عن الفحش ويجيد التفاخر الحميد ويُعزى ذلك إلى الإسلام الذي نقّى النفوس من شوائب العصر الجاهلي، و يعبر أيضا عن حب مثالي مجرد من أي غايات فاحشة و الى اليوم نبض الكثير من الشعراء على نمط الشعر العذري. [بحاجة لمصدر]